# Tristia
I Tristia (in latino: Tristezze) sono un'opera composta da Ovidio durante la sua relegatio.
Raccolgono 50 componimenti in distici elegiaci suddivisi in cinque libri.

## Contenuto
Descrive la penosa condizione in cui si trova in seguito alla condanna all'esilio nell'anno 8 d.C. Il metro è il distico elegiaco, una metrica che ben si presta ad esprimere i lamenti del poeta, esiliato a Tomi, località sulle coste del Mar Nero. Per il timore che i suoi amici venissero eventualmente compromessi, le elegie dei Tristia sono prive di destinatari.
L'opera potrebbe generare un senso di monotonia per la ripetitività ossessiva dei temi, tutti scaturenti dalla situazione dell'esiliato.
Resta tuttavia il singolare documento di un dramma umano, di una lunga infelicità; stupiscono l'infaticabile volontà e l'insopprimibile bisogno del poeta di trasporre letterariamente la sua esperienza personale. Ovidio in esilio trova nella poesia la sua unica ragione di vita.
L'opera inizia così:

Parve -- nec invideo -- sine me, liber, ibis in Urbem:
ei mihi, quod domino non licet ire tuo!
Traduzione:

Andrai, piccolo libro, senza di me nella Città, ma non ti invidio.
Va' - va' nella Città a me proibita - proibita al tuo padrone.

## Edizioni
- P. Ovidi Nasonis Tristia, a cura di John Barrie Hall. Stutgardiae, Lipsiae: Teubner, 1995. ISBN 3-8154-1567-5